# Margaret Scott Gatty
Margaret Scott de Gatty (Burnham-on-Crouch, Essex, 3 de junio de 1809 - Ecclesfield, Yorkshire, 4 de octubre de 1873) fue una botánica inglesa, autora de literatura infantil y de biología marina.
Usaba el seudónimo de Aunt Judy.

## Biografía
Gatty era aborigen de Burnham on Crouch, Essex, hija de Rev. Alexander John Scott, D.D. capellán de la Royal Navy, que sirvió bajo y fue el amigo de confianza de Lord Nelson a bordo del HMS Victory antes y durante la batalla de Trafalgar.
En 1839, se casó con el Rev. Alfred Gatty, D.D. Ecclesfield, Yorkshire, y se trasladó a la vicaría de Iglesia de St. Mary muy pronto. Se convirtió en una escritora muy útil y popular de cuentos para jóvenes. Si bien sus cuentos fueron dirigidos a jóvenes, esperaba que iban a influir en la mente de los adultos. Entre sus libros se pueden mencionar Parables from Nature, Worlds not Realised, Proverbs Illustrated, Aunt Judy's Tales. También condujo Aunt Judy's Magazine, una publicación familiar escrita por varios miembros de la gran familia de Margaret.

## Ciencia
Gatty quedó fascinado con la biología marina, posiblemente por consejos de William Henry Harvey, a quien había conocido mientras convalecía en Hastings en 1848. Después de esto, escribió un libro sobre las algas británicas que era más accesible que lo que se había escrito anteriormente sobre el tema. Tuvo correspondencia con muchos de los más grandes biólogos marinos de su época, incluyendo George Busk y Robert Brown (botánico escocés de Montrose). Margaret amasó una gran colección de material marino, gran parte del cual se reunieron por sus corresponsales en rincones lejanos del Imperio Británico. Y fue donado al Weston Park Museum por su hija, Katherine Francis Horatia Gatty.

## Literatura
Mientras que muchos vieron sus intereses en literatura y ciencia independientemente, usó la combinación de la literatura infantil y la curiosidad científica como una manera de argumentar en contra de Charles Darwin y su El origen de las especies. Principalmente con Las parábolas de la naturaleza, Gatty fue capaz de predicar a los niños de una manera que disfrutaron de que Dios y la naturaleza nunca debían ser tratados por separado. La publicación de las  Parábolas  salió a la vuelta al mismo tiempo que las teorías evolutivas., Por lo que su escritura era una influencia en las actitudes de los niños hacia la ciencia Su escritura tendían a tener un tono moral fuerte, y con frecuencia utilizaba la religión y Dios para influir en la educación de los hijos.

## Otros
Sufrió de mala salud durante la mayor parte de su vida y se cree que sufría sin diagnosticar esclerosis múltiple. Sus frecuentes ataques de la enfermedad dio lugar a una estrecha amistad con el Dr. George Johnston, un médico conocido por abogar por el alivio del dolor con medicamentos. Le aconsejaba sobre el uso de cloroformo durante el parto y así se convirtió en la primera mujer en Sheffield en usar tal droga durante el parto.
Gatty era la madre de Juliana Horatia Ewing, también escritora de libros para niños, y Alfred Scott-Gatty, quien se desempeñó como Rey de Armas Principal de la Jarretera.

## Algunas publicaciones
- The fairy godmother, and other tales, Märchensammlung 1851
- Parables from nature, 5 v. 1855–71
- Aunt Judy’s Tales 1858
- British Seaweeds 1862
- Aunt Judy’s Letters 1862
- History of British Seaweeds 1863
- Aunt Judy’s Magazine Revista mensual para jóvenes (ya en 1866)
- con Alfred Gattty. Life of Dr. Wolff, the missionary 1860

## Honores

### Eponimia
Género de algas
- Gattya Harvey, 1855

Especies de algas
Gattia spectabilis.